# African Herbsman
African Herbsman — сборник ямайской рэгги-группы The Wailers, выпущенный компанией Trojan Records в 1973 году вскоре после выхода Catch a Fire.

## Об альбоме
African Herbsman представляет собой собрание композиций, записанных The Wailers вместе с Ли «Скрэтчем» Перри в период с 1970 по 1971 год, перед тем как группа стала всемирно известной. Сборник практически повторяет альбом Soul Revolution, с заменой «Memphis» и «Duppy Conqueror V/4» другими песнями того же периода. Большая часть добавленных песен — внеальбомные синглы. «Trenchtown Rock» и «Lively Up Yourself», спродюсированные самой группой, были большими хитами в Ямайке.
Издание 2003 года, доступное на CD и DVD-Audio, содержит большое количество бонусных треков.

## Список композиций
| Оригинальное издание Сторона А «Lively Up Yourself» — 2:55 «Small Axe» — 4:00 «Duppy Conqueror» — 3:04 «Trenchtown Rock» — 3:01 «African Herbsman» — 2:26 «Keep On Moving» — 3:08 «Fussing And Fighting» — 2:30 «Stand Alone» — 2:10 Сторона Б «All In One» — 3:38 «Don’t Rock My Boat» — 4:34 «Put It On» — 3:11 «Sun Is Shining» — 2:13 «Kaya» — 2:41 «Riding High» — 2:48 «Brain Washing» — 2:42 «400 Years» — 2:32 | 1. «Lively Up Yourself» — 2:51 2. «Small Axe» — 3:54 3. «Duppy Conqueror» — 3:44 4. «Trenchtown Rock» — 2:57 5. «African Herbsman» — 2:24 6. «Keep On Moving» — 3:09 7. «Fussing And Fighting» — 2:29 8. «Stand Alone» — 2:12 9. «All In One» — 3:35 10. «Don’t Rock My Boat» — 4:33 11. «Put It On» — 3:34 12. «Sun Is Shining» — 2:14 13. «Kaya» — 2:39 14. «Riding High» — 2:44 15. «Brain Washing» — 2:38 16. «400 Years» — 2:32 бонус-треки 1. «Memphis (Dub Version)» — 2:09 2. «Live (Lively Up Yourself Version)» — 2:51 3. «More Axe» — 3:31 4. «The Axe Man (Small Axe Version)» — 2:47 5. «Zig Zag (Duppy Conqueror Version)» — 2:58 6. «Grooving Kingston 12 (Trench Town Rock Version)» — 2:56 7. «Moving Version (DJ Version)» — 2:58 8. «Keep On Skanking» — 3:21 9. «Copasetic (All In One Version)» — 3:05 10. «Kaya Version 2» — 2:41 |